# Fear Island
Fear Island, é um telefilme de 2009, estrelado por Haylie Duff, Lucy Hale, e Jessica Harmon. Dirigido por Michael Storey. 

## Sinopse
O único sobrevivente de um passeio é levado a uma sala de interrogatório policial, onde o detetive com raiva questiona Jenna que diz que não se lembra o que aconteceu. O detetive acha que ela é a causa de morte de seis pessoas. A história do que aconteceu na ilha é contada através de flashbacks de Jenna de memória, após a DA nomeia um médico para supervisionar seu interrogatório, enquanto no hospital.
Depois de quatro anos juntos na faculdade, um grupo de amigos, Kyle, Tyler, Ashley, Jenna e Mark se encontram para uma escapadela de fim de semana com os irmãos de Kyle e Tyler numa reunião de família em uma ilha isolada para uma última festa antes de seguir caminhos separados. Minutos depois de chegar na ilha, uma clandestina, Megan, se apresenta e fatos estranhos passam a acontecer.

## Elenco
- Haylie Duff como Jenna
- Lucy Hale como Megan
- Jessica Harmon como Ashley
- Kyle Schmid como Tyler
- Aaron Ashmore como Mark
- Brenna O'Brien como Regina
- Jim Thorburn como Keith
- Jacob Blair como Kyle